# Convento del Carmen (Barcelona)

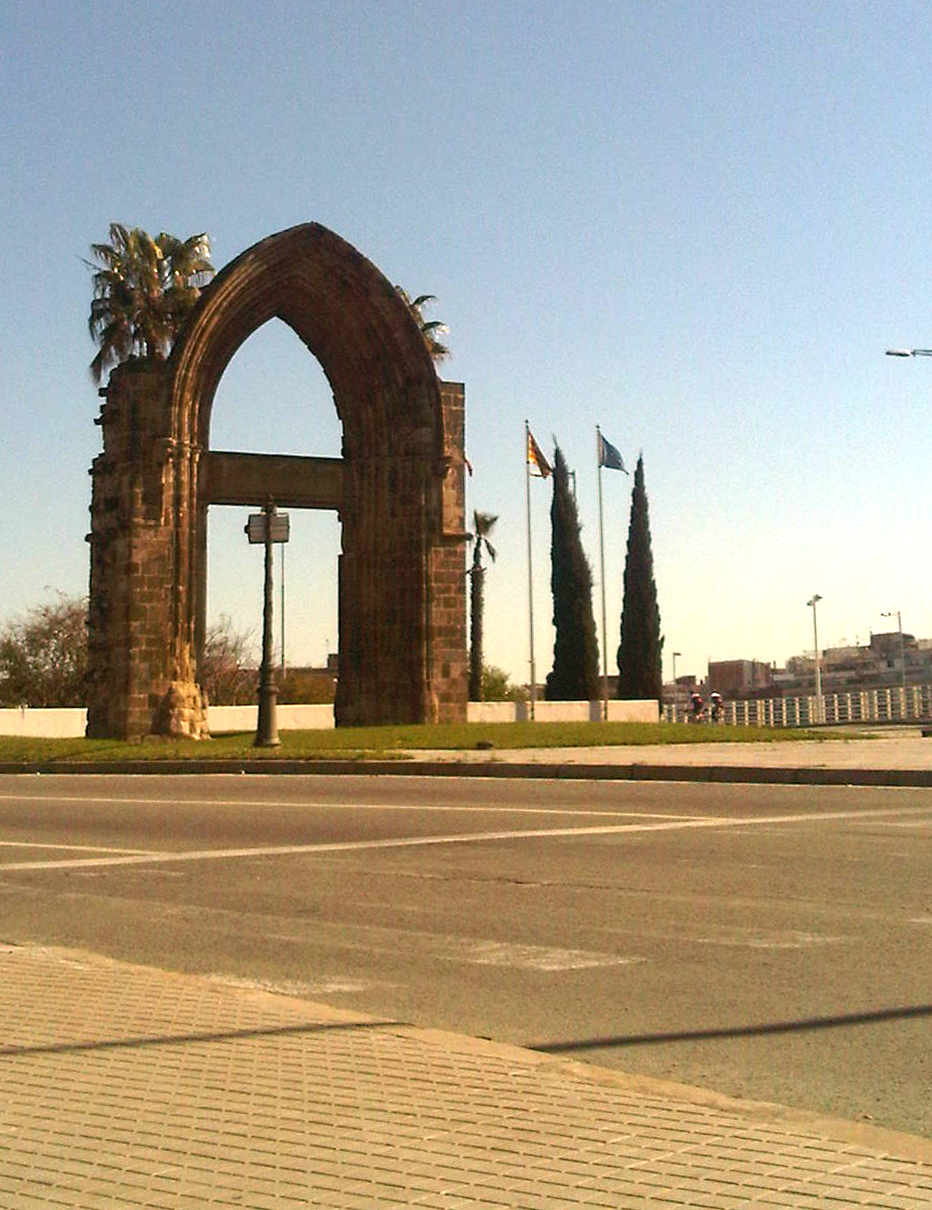
Portada del convento del Carmen, en su ubicación actual en San Adrián de Besós.

El convento del Carmen, actualmente desaparecido, se situaba en el n.º 40 de la calle del Carmen, en el barrio del El Raval de Barcelona. Fue fundado en el siglo XIII como sede de los carmelitas. Dentro de los acontecimientos históricos, cabe destacar que en 1323 se alojó allí el rey Jaime II de Aragón y que en 1838 los edificios pasaron a manos del ayuntamiento, el cual los utilizó para instalar provisionalmente la universidad hasta que se trasladó a una nueva localización en 1872. Finalmente se derribó en 1874 y el solar se reurbanizó.
El CRAI Biblioteca de Reserva de la Universidad de Barcelona conserva, a raíz de la desamortización de los conventos de 1835, los fondos provenientes del Convento del Carmen, que actualmente suman más de 1.500 ediciones. Asimismo, ha registrado y descrito varios ejemplos de las marcas de propiedad que identificaron el convento a lo largo de su existencia.